# 史蒂文·何
史提芬·何·奧伯恩（英語：Steven He O'Byrne，1996年12月31日—），通稱史提芬·何（英語：Steven He），中文名何嘉，爱尔兰华人演员、喜劇演員和網絡紅人。史提芬·何主要因其在 YouTube 和 抖音 上的讽刺喜剧小品而闻名，他在 2020 年代因饰演灵感来自其父亲的角色而声名鹊起，其角色的性格模仿了对东亚家长育儿方式的刻板印象，并普及了“情緒攻擊”（英語：Emotional damage）一词。

## 早年經歷
1996年12月31日，史提芬·何出生于中國深圳市，并在當地居住至8岁。2004年移居爱尔兰利默里克，之後仍經常往返中國和爱尔兰，后来移居美国。
2019年，史提芬·何开设了自己的YouTube频道。在此之前，他以在抖音上表演短喜剧而闻名。从那时起，他因网络迷因“情緒攻擊”而闻名，这句流行语在他的YouTube视频“當游戏難度模式是亞洲人”发布后迅速走红。2020年，他与奧卡菲娜一起出演情景喜剧《奥卡菲娜是来自皇后区的诺拉》。还主演了喜剧系列《破土动工》。
如今，史提芬·何具有三个 Youtube 频道，其包含着以他本人同名的频道，Steven He，Steven He Live，与Steven He Shorts。